# William Clay
William Clay, 1er baronnet (15 août 1791 - 13 mars 1869) est un homme politique du Parti libéral anglais et considéré comme un réformiste radical.

## Biographie
William Clay est le fils de George Clay, un éminent marchand et armateur londonien.
Il est élu aux élections générales de 1832 comme député pour Tower Hamlets et occupe le siège pendant 25 ans jusqu'à sa défaite aux élections générales de 1857. Il sert sous Lord Melbourne comme secrétaire adjoint du Conseil de contrôle de 1839 à 1841. Le 30 septembre 1841 il est fait baronnet, de Fulwell Lodge dans le comté de Middlesex.
Clay épouse Harriet, fille de Thomas Dickason, de Fulwell Lodge, Twickenham, Middlesex, en 1822. Ils ont plusieurs enfants et vivent également au 35 Cadogan Place, Chelsea. Lady Clay est décédée en décembre 1867. Clay lui survit et meurt en mars 1869, à l'âge de 77 ans. Son fils, William II, hérite du titre de baronnet et meurt sans enfants.
De 1862 à 1866, William Clay est président de la Banque ottomane.